# Лео (історик)
Лео (справжнє ім'я Аракел Григорьевич Бабаханян; 14 (26) квітня 1860–1932) — вірменський історик, письменник, літературний критик. Професор Єреванського університету (1924—1932).
Наукові праці присвячені історії і культурі Вірменії. Багато досліджень з основних питань історії Вірменії опублікував на початку XX сторіччя. У 1901—1905 роках у Тбілісі були опубліковані його монографії, присвячені історії вірменського книгодрукування, а також життю і діяльності Йосифа Аргутинського, Степаноса Назаряна і Григора Арцруні. Останні роки життя працював над багатотомною історією Вірменії.
Серед літературних творів — повісті «Мандрівник» (1887), «Зниклі» (1899), «Вардананк» (1917).